# Corey Deuel

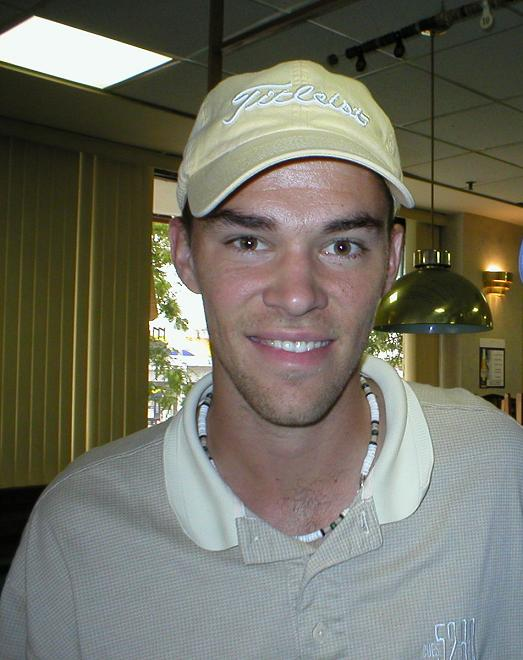

Corey Deuel (Santa Barbara, 20 november 1977) is een Amerikaans professioneel poolbiljarter. Hij won onder meer het prestigieuze US Open Nine-ball Championship 2001 door in de finale Mika Immonen te verslaan. Deuel werd verkozen in Team Amerika tijdens de Mosconi Cup 2003, 2004, 2005, 2006 en 2007, waarop hij in 2006 tot speler van het toernooi werd benoemd. De Amerikaan luistert naar de bijnamen Cash Money en Prince of Pool.
Deuel begon op zijn veertiende met pool en werd in 2000 professioneel speler. Sinds 2007 neemt hij deel aan de International Pool Tour.

## Toernooioverwinningen
Belangrijkste zeges:
- Gabriels Open Professional Players Championship 2007
- Space Coast Open 2007
- Bob Martin Memorial 2007
- Jacksonville Open 2007
- Relay for Life Nine-Ball Invitational Charity Benefit 2006
- UPA Pro Tour Champion 2005
- Fast Eddie's Nine-ball Tour Stop, Open Division 2005
- Derby City Classic Ring Game 2004
- Predator Central Florida Ring Game 2004
- ESPN Sudden Death Seven-ball 2004
- Seminole Florida Pro Tour Stop 2004
- IBC Tour Stop 1 2002
- UPA Atlanta Pro Open 2002
- US Open Nine-ball Championship 2001
- Greater Columbus Open, Open Division 2001
- Reno Open Nine-ball 2001
- BCA Open Nine-ball 2001
- ESPN Sudden Death Seven-ball 2001 (zie 7-ball)
- All-Japan Nine-ball Champion, Open Division 2001
- Northern Lights Nine-ball Shootout 2000
- Viking Nine-ball Tour, Stop 18 2000
- Camel/ESPN/Time Warner Cable Open 1999